# 富林戰鬥
富林戰鬥發生於1932年8月21日－9月17日，地點則是在中國贛東北地區之萬年縣一帶。該戰鬥是國共內戰前期主要戰鬥之一，交戰一方為中華民國國民革命軍，另一方則為中國共產黨所領導之中國工農紅軍。